# Уилсон, Ральф
Ральф Чарльз Уилсон (англ. Ralph Charles Wilson; 24 июня 1880, Bangor, Нью-Йорк — 14 февраля 1930, Ньюарк, Нью-Джерси) — американский гимнаст, бронзовый призёр летних Олимпийских игр 1904.
На Играх 1904 в Сент-Луисе Уилсон соревновался только в упражнениях с атлетическими булавами весом 3 фунта, в котором, набрав 5 очков, занял третье место и получил бронзовую медаль.